# Gottfried Boy
Gottfried Boy (* 20. Mai 1701 in Frankfurt am Main; † 16. Januar 1755 in Hannover) war ein deutscher Porträtmaler.

## Leben

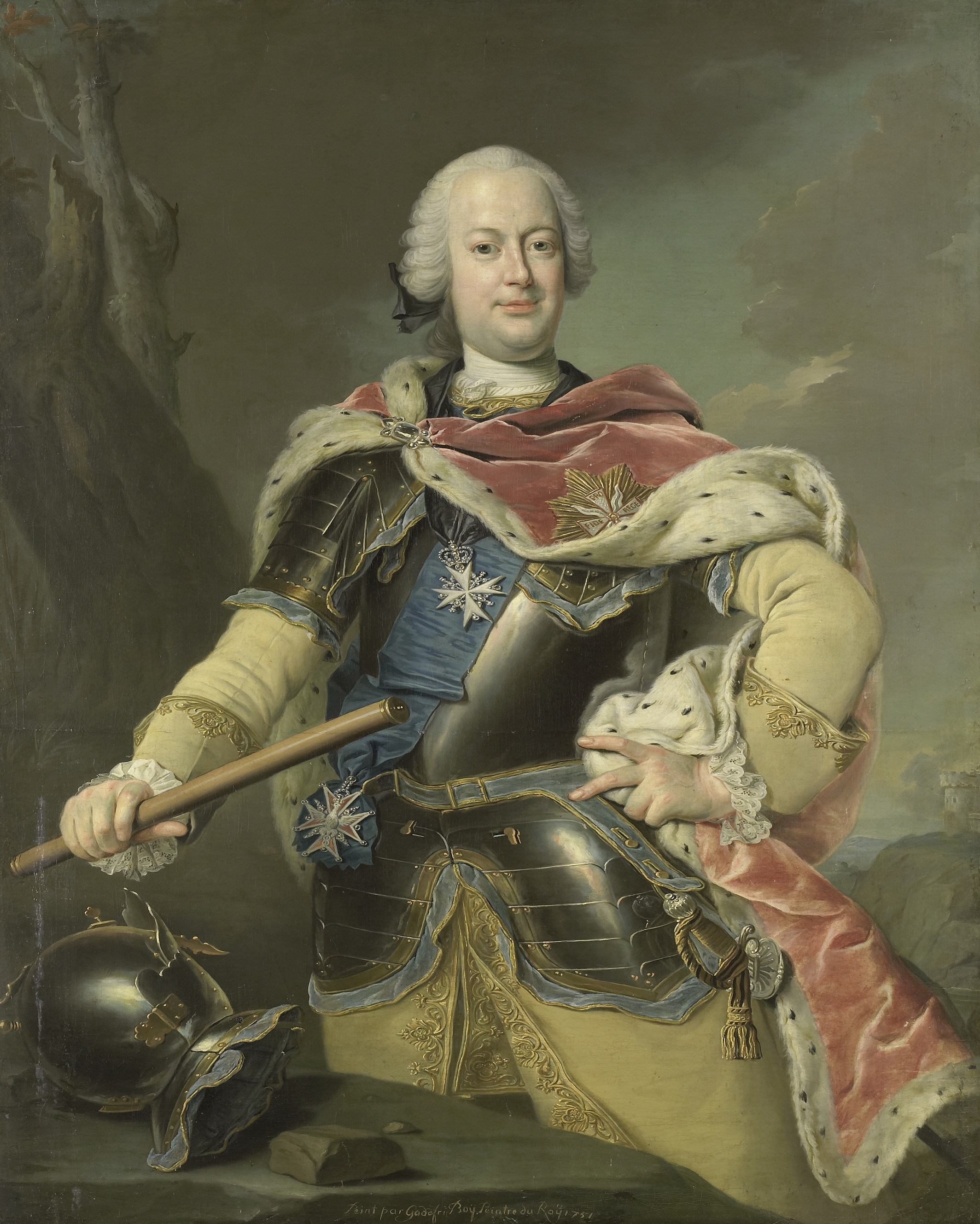
Friedrich Christian von Sachsen im Reichsmuseum Amsterdam

Gottfried Boy war ein Sohn des Goldschmieds und Malers Peter Boy des Älteren aus dessen zweiter Ehe. Er wurde kurfürstlich hannoverscher und königlich englischer Hofmaler in Hannover.
Es wird vermutet, dass Boy im Zeitraum von etwa 1737 bis zu seinem Todesjahr 1755 mit seiner Ehefrau, die bereits 1750 verstarb, in der Calenberger Neustadt wohnte, da beide der Gemeinde der Neustädter Hof- und Stadtkirche St. Johannis angehörten. In Hannover wurde er hauptsächlich von Standespersonen und wirtschaftlich aufsteigenden Bürgern für Bildnisse und Porträts herangezogen, so etwa 1739 von Johann Moritz von Oeynhausen oder 1740 von Anthony von der Vecken. Der Kupferstecher Georg Daniel Heumann stach nach seinen Vorlagen.
Werke (Auswahl)
- Porträt des Kurfürsten Friedrich Christian von Sachsen im Reichsmuseum Amsterdam und ein Porträtbildnis im Städel.[2]
- Drei Bildnisse von Ordensrittern im Rittersaal des Ritterguts Lucklum bei Riddagshausen.[Anm. 1]
- Bildnis eines Herrn von Steinberg (vermutlich, Ernst II. von Steinberg)[3]